# 釋真清
釋真清（1537年—1593年），號象先，長沙湘潭人，俗姓羅，為明朝浙江天台山慈雲寺沙門。

## 生平
真清法師自幼聰穎過人，威儀嚴肅不輕易言笑。日誦經史子籍千言，且終身不忘一字。父親為河南縣尹 ，常對親朋好友誇讚法師，他日必成大器。法師十五歲時為邑庠 生員，有一位異僧路過看著法師說：「此法門之良驥也。」。
法師十九歲時因逢家難，遂投南嶽伏處巖依寶珠和尚剃髮出家後受具足戒，寶珠禪師令他參無字話頭，他便一心參究寒暑不輟。二十五歲時遊金陵探禹穴，因船頭撞擊岸上震發響聲，於自性頓然有悟。寶珠禪師大為歡喜，為法師印證說：「幸子大事已明，善宜保護。」
寶珠禪師以年事已高，從普陀棲隱於下天竺寺，有一天禪師告訴真清法師說：「吾欲觀化，無令人入，聞吾擊磬聲，當啟戶。」幾天過去房子裡毫無動靜，法師從窗戶縫隙往裡看，見禪師鼻柱垂地，隔日忽然聽到房中發出磬聲，便開門進入房中，此時寶珠禪師已經生死自由，坐化圓寂。
寶珠禪師圓寂後，真清法師南遊天台山，在華頂天柱峰修大小彌陀懺六年，暇時則開演法要教化眾生，四方慕名而來的學人非常之多。一天夜裡，夢見在一個有華美的宮殿和綺麗寶樹的世界見到西方三聖 ，法師歡喜禮拜。一旁有位沙彌將一個牌子遞給法師，上面寫著「戒香薰修」幾個字。法師醒來得知這是中品往升的徽兆，便向眾弟子宣示：「大乘八萬小乘三千實整六和之模範出三界之梯航也，今世之高流輕蔑律儀惟恃見解，遂令後學不遵佛制輒犯規繩，本自無愆誤造深罪，饒他才過七步辯若懸河，不免識墮鐵城，終未解脫，汝等勉之。」。
明神宗萬曆二十一年（1953年）法師患疾，五臺、雲棲、西興等處僧眾勸法師服藥治療，法師婉謝說：「生死藥能拒乎，吾淨土緣熟聖境冥現，此人間世固不久矣。」正月七日開始不再進食，只飲用檀香水。正月二十九日，對大眾說：「吾即逝矣，無以世俗事累我。」大眾便請示問法師說：「和尚往生淨土，九品奚居？」真清法師說：「中品中生也。」眾又問：「胡不上品生耶？」法師回答：「吾戒香所薰位止中品。」話說完便寂然而逝，往升淨土，經過五天法師的面色依然紅潤如生，手足柔軟，面容怡然自在，世壽五十七歲，僧臘三十八。
荼毘 當日晴空淨朗無雲，正要舉火之際，忽飄來一片雲覆蓋在荼毘塔上，並灑下微雨數點。當煙焰升起現場頓時異香充滿，從寺廟殿內、僧房到戶外的路人、船子都各自聞到不同的香味。火化後捨得三色舍利遺骨，紅色鮮如桃紅，白色晶瑩如白玉，綠色翠如竹子，且香氣馥郁，於慈雲寺南崗建塔供奉，武塘的袁了凡居士為其撰銘。

## 法嗣

### 師長
- 南嶽寶珠